# Søren Lerby
Søren Lerby (ur. 1 lutego 1958 w Kopenhadze) – piłkarz duński grający na pozycji lewego pomocnika.

## Kariera klubowa
Lerby urodził się w Kopenhadze. Karierę piłkarską rozpoczął w klubie Boldklubben 1903, a następnie trenował w Taastrup IK. W 1975 roku został członkiem pierwszej drużyny Fremadu Amager Kopenhaga i wtedy też zadebiutował w wieku 17 lat w duńskiej pierwszej lidze. W listopadzie tamtego roku odszedł z klubu i wraz z Frankiem Arnesenem został zawodnikiem holenderskiego Ajaksu Amsterdam. Swój pierwszy mecz w nowym klubie Lerby rozegrał 11 kwietnia 1976, a Ajax wygrał 4:1 z Go Ahead Eagles. W sezonie 1976/1977 częściej grał w podstawowym składzie Ajaksu i wtedy też osiągnął swój pierwszy sukces w karierze, gdy wywalczył mistrzostwo Holandii. Już w sezonie 1978/1979 stał się czołowym zawodnikiem zespołu i zdobywając 16 goli był jego najlepszym strzelcem oraz przyczynił się do zdobycia drugiego tytułu mistrza kraju i swojego pierwszego Pucharu Holandii. W 1980 roku Lerby ponownie został mistrzem kraju, a w 1981 roku po odejściu Arnesena oraz Ruuda Krola trener Kurt Linder mianował go kapitanem zespołu. Tę funkcję Søren pełnił do końca swojego pobytu w Ajaksie, czyli do 1983 roku. W tym okresie jeszcze dwukrotnie był mistrzem Holandii - w 1982 i 1983 roku (w tym drugim przypadku zdobył także krajowy puchar). Łącznie w barwach klubu z Amsterdamu rozegrał 206 meczów i strzelił 66 bramek.
Latem 1983 roku Lerby odszedł do niemieckiego Bayern Monachium, w którym miał zastąpić kończącego karierę Paula Breitnera. W Bundeslidze zadebiutował 13 sierpnia w wygranym 2:1 spotkaniu z Bayerem 04 Leverkusen. W 1984 roku zdobył z Bayernem Puchar Niemiec, a w sezonie 1984/1985 był jednym z głównych autorów wywalczenia mistrzostwa Niemiec. Z Bayernem dotarł też do półfinału Pucharu Zdobywców Pucharów, ale w nim Bawarczycy byli gorsi od angielskiego Evertonu (0:0, 1:3). Z kolei w 1986 roku sięgnął z Bayernem po dublet - mistrzostwo i puchar kraju. Łącznie w FCB przez trzy sezony rozegrał 89 ligowych meczów, w których zdobył 22 gole.
Latem 1986 Lerby został zawodnikiem grającego we francuskiej Ligue 1, AS Monaco. Był tam czwartym obcokrajowcem obok rodaka Sørena Buska, Algierczyka Abdallaha Medjadiego i pochodzącego z Wybrzeża Kości Słoniowej Youssoufa Fofany. Z Monaco zajął 5. miejsce w Ligue 1, ale po sezonie wrócił do Holandii i został piłkarzem PSV Eindhoven, w którym ponownie występował z Arnesenem, a także dwoma innymi rodakami, Janem Heintze i Ivanem Nielsenem. W 1988 i 1989 roku Søren dwukrotnie z rzędu wywalczył mistrzostwo Holandii, a w czasie pobytu w PSV trzy razy został zdobywcą Pucharu Holandii. W sezonie 1987/1988 zdobył z tym klubem Puchar Mistrzów. W finałowym meczu z Benfiką (0:0) wykorzystał swój rzut karny w serii rzutów karnych, dzięki czemu PSV po raz pierwszy w historii sięgnął po Puchar Europy. W 1990 roku Lerby zakończył piłkarską karierę w wieku 32 lat.
| Sezon   | Klub             | Kraj     | Rozgrywki  | Mecze | Bramki |
| ------- | ---------------- | -------- | ---------- | ----- | ------ |
| 1975    | Fremad Amager    | Dania    | I liga     | 13    | 3      |
| 1975/76 | AFC Ajax         | Holandia | Eredivisie | 8     | 3      |
| 1976/77 | AFC Ajax         | Holandia | Eredivisie | 16    | 3      |
| 1977/78 | AFC Ajax         | Holandia | Eredivisie | 22    | 3      |
| 1978/79 | AFC Ajax         | Holandia | Eredivisie | 33    | 16     |
| 1979/80 | AFC Ajax         | Holandia | Eredivisie | 30    | 10     |
| 1980/81 | AFC Ajax         | Holandia | Eredivisie | 33    | 10     |
| 1981/82 | AFC Ajax         | Holandia | Eredivisie | 30    | 9      |
| 1982/83 | AFC Ajax         | Holandia | Eredivisie | 34    | 12     |
| 1983/84 | Bayern Monachium | Niemcy   | Bundesliga | 30    | 3      |
| 1984/85 | Bayern Monachium | Niemcy   | Bundesliga | 28    | 11     |
| 1985/86 | Bayern Monachium | Niemcy   | Bundesliga | 31    | 8      |
| 1986/87 | AS Monaco        | Francja  | Ligue 1    | 27    | 3      |
| 1987/88 | PSV Eindhoven    | Holandia | Eredivisie | 30    | 9      |
| 1988/89 | PSV Eindhoven    | Holandia | Eredivisie | 22    | 1      |
| 1989/90 | PSV Eindhoven    | Holandia | Eredivisie | 29    | 6      |

## Kariera reprezentacyjna
W reprezentacji Danii Lerby zadebiutował 24 maja 1978 roku w meczu eliminacji do Euro 80 zremisowanym 3:3 z Irlandią. W 1984 roku selekcjoner reprezentacji Sepp Piontek powołał go do kadry na Mistrzostwa Europy 1984. Tam Søren był podstawowym zawodnikiem i zaliczył cztery spotkania: grupowe z Francją (0:1), z Jugosławią (5:0) i z Belgią (3:2) oraz w półfinale z Hiszpanią (1:1 i gol w 7. minucie, porażka Danii po serii rzutów karnych).
W 1986 roku Lerby zaliczył swój jedyny Mundial - Mistrzostwa Świata w Meksyku. Tam wystąpił w czterech meczach: grupowych ze Szkocją (1:0), z Urugwajem (6:1 i gol w 41. minucie), z RFN (2:0) oraz w 1/8 finału z Hiszpanią (1:5). Swoje drugie i ostatnie Mistrzostwa Europy Søren zaliczył w 1988 w RFN. Tam zagrał dwukrotnie: z Hiszpanią (2:3) i RFN (0:2). W 1989 roku zakończył reprezentacyjną karierę. W drużynie narodowej wystąpił łącznie 67 razy i strzelił 10 bramek.

## Kariera trenerska
Od 9 października 1991 do 10 marca 1992 roku Lerby był pierwszym trenerem Bayernu Monachium i zastąpił na tym stanowisku Juppa Heynckesa. Odpadł jednak z Pucharu UEFA po dwumeczu z FC København (2:6, 1:0), a gdy został zwolniony ze stanowiska Bayern zajmował 11. pozycję w lidze. Na stanowisku szkoleniowca FCB został zastąpiony przez Ericha Ribbecka.